# Namirea eungella
Namirea eungella is een spinnensoort uit de familie Dipluridae. De soort komt voor in Queensland.